# Oleg Shalayev
Oleg Arkadyevich Shalayev (tiếng Nga: Олег Аркадьевич Шалаев; sinh ngày 6 tháng 2 năm 1992) là một cầu thủ bóng đá người Nga hiện tại thi đấu ở vị trí tiền vệ cho F.K. Volgar Astrakhan.

## Sự nghiệp
Shalayev ra mắt chuyên nghiệp cho Spartak Nalchik vào ngày 13 tháng 7 năm 2010 trong trận đấu tại Cúp quốc gia Nga trước Volga Nizhny Novgorod.